# Giả thuyết Grimm
Trong toán học, cụ thể hơn là trong lý thuyết số, giả thuyết Grimm (đặt tên theo Carl Albert Grimm, 1 tháng 4 năm 1926 – 2 tháng 1 năm 2018) phát biểu rằng mỗi phần tử của tập các hợp số liên tiếp có thể được gán một số nguyên tố p phân biệt là ước của phần tử đó. Bài toán được lần đầu xuất bản trong American Mathematical Monthly, 76(1969) 1126-1128.

## Phát biểu
Nếu n + 1, n + 2, …, n + k đều là các hợp số, thì có k số nguyên tố phân biệt pi sao cho pi là ước của n + i với 1 ≤ i ≤ k.

## Phiên bản yếu hơn
Phiên bản yếu hơn tuy chưa được chứng minh phát biểu như sau: Nếu không có số nguyên tố trong đoạn {\displaystyle [n+1,n+k]}, thì {\displaystyle \prod _{1\leq x\leq k}(n+x)} có ít nhất k ước nguyên tố phân biệt. 